# 乔治·史迈利
乔治·史迈利（George Smiley） OBE 是由约翰·勒卡雷（John le Carré）创作的虚构人物。 史迈利是英国海外情报机构“ 圆场”的职业情报官员。他是小说《召唤死者》，《优质杀手》，《锅匠裁缝士兵间谍》，《荣誉学生》和《史迈利的人马》的核心角色，以及《柏林谍影》，《镜子战争》，《秘密朝圣者》与《間諜身後》中的配角。该角色还出现在许多勒卡雷书籍的电影，电视剧和广播剧的改编中。
勒卡雷创作了史迈利并有意将其作为詹姆斯邦德的对比。他认为邦德这个角色是间谍生活的不准确和具有破坏性的版本。 矮个子，超重，秃顶，戴眼镜，史迈利彬彬有礼并且不喜欢出风头，经常容让他人的恶待，包括持续背叛他的妻子。这些特征掩盖了他内在的狡猾，出色的记忆力，对谍报技术的精通以及偶尔显露的无情。 他的天赋，再加上其他角色对他有意无意的低估，使史迈利总能达成他的目标，并最终成为英国最有权力的间谍之一。 
这个角色在英国得到很高的评价。他已成为与邦德并驾齐驱的流行文化象征。  卫报称他为“ [英国]相信应该有的那种间谍：有点寒酸，有学究气，基本上忠诚并且对其政治领导者的热情保有怀疑”。 

## 描述
与其他那个时代的间谍相反，史迈利被刻画为矮小，超重，秃顶的中年人，经常会被嘲讽为癞蛤蟆或者鼹鼠。 改编电影中他总是穿着深色的三件套西装，小说则描述他的着装“很差”。 其他角色会评论他“穿得像个书呆子”。 人物和旁白说明这是指他的衣服非常宽松，因为他的裁缝会利用史迈利对男性时尚的无知向他收取额外面料费用。 他戴着厚实的圆框眼镜（勒卡雷并未描述眼镜框架的样式或材质），并且在思考重要事情的时候常常用领带的“宽”尾部清洁镜片。这个姿势过于常见以至于其他角色认为这是标志性动作。

美国学者诺曼·波尔玛（Norman Polmar）和托马斯·艾伦（Thomas Allen）将史迈利描述为最接近真实的虚构间谍，他引用了勒卡雷在《优质杀手》中对他的描述：
“默默无闻是他的天性，也是他的专长。间谍的窄路并非是鲁莽又丰富多彩的冒险故事。像史迈利一样的人在国家的敌人中生活工作了多年，他们只有一个祈求：永远永远也不要被注意。融入是他的最高目标，他喜爱那些在街上经过他却不看一眼的人群；他执着于自己的匿名和安全；他的恐惧使他变得屈从，他可以拥抱那些不耐烦地把他挤出人行道的购物者。他尊敬官员，警察和公交车管理员，因为他们对他不屑一顾。

但是这种恐惧，这种屈从，这种依赖使得史迈利发展出一种对人类的丰富感知：对他们的性格和动机有一种快速的，女性化的敏感。他知道人类就像猎人熟悉他的狩猎领地，就像狐狸熟知他的树丛一样。因为间谍必须在被猎杀时狩猎，而人群大众就是他的领地。他可以收集他们的手势，记录眼神和动作的交互，就像猎人注意到扭曲的蕨菜和折断的树枝，或是像狐狸探到到危险的迹象。” 
波尔玛和艾伦写道，史迈利的平庸品质与他的才智和阴谋诡计的天赋使他成为理想的间谍，尽管他与间谍的流行刻板印象相去甚远。 史迈利的妻子安称他为“出奇的普通”，Polmar和Allen认为这是间谍的优势，这是他们职业的天性：尽可能不引人注目。  1980年，勒卡雷描述了史迈利的政治观点：“我认为他站在我的立场上；他意识到与任何'主义'对抗就必须采取一种本身即是意识形态的立场，因此在道德实践上令人反感。几乎所有的政治意识形态都会迫使人放弃自己的人道主义本能。”勒卡雷在他的小说中描绘的间谍世界是一个以谎言，背叛，阴谋和偏执为双方标准的世界，而史迈利的主要魅力就在于一个有道德的人在一个非常不道德的世界里尽其努力维持尊严。

### 年龄
尽管史迈利的出场经历了半个多世纪的岁月，但勒卡雷经常追溯修正其背景故事，使得史迈利可以生活在相对浮动的时间线上。史迈利在1961年的《召唤死者》中初次露面，年龄约55岁。设定于1973到1974年之间的《锅匠裁缝士兵间谍》则改变了他的出生年份，使他在该故事中大约58岁。在随后的两部小说《荣誉学生》和《史迈利的人马》中，他进入了60岁。后者描述了随着年龄的增长和体重的增加，他的身体健康状况不断下降。但是，尽管在设定于2017年的《间谍的遗产》中没有提及他的年龄，他似乎并未比上次出现时老很多。虽然在这本书里时他应该至少102岁了。（如果按照《召唤死者》的年表他则有111岁了）。因此《纽约时报》的德怀特·加纳评论到史迈利是“那些苍老的英国人之一，就像诗人菲利普·拉金（Philip Larkin）一样，他们似乎永远60岁。”

## 早年生活
尽管史迈利没有具体的传记，但《死者召唤》开始时被简要介绍过，勒卡雷也在他的小说中留下了一些线索。
史迈利于20世纪初期在英格兰南部的中产阶级家庭中出生（在《锅匠裁缝士兵间谍》中他的出生日期从1906年被重新设定为1915年）。他在德国黑森林附近度过了一部分童年时光。他曾就读于一所小型公立学校和一间老派的的牛津大学学院（在1982年BBC电视台改编的《史迈利的人马》中，他称自己是林肯学院的一员，在现实生活中是勒卡雷的母校），对巴洛克时期的德国文学有特别的兴趣。在一个七月里，他还在考虑要在这个领域内继续攻读研究生时，他的导师Jebedee将他招入了圆场（the Circus）。
史迈利在中欧和南美接受了培训和试用。从1935年到1938年左右他在德国度过了一段时间，以讲师为掩护身份招募了一支谍报网。1939年第二次世界大战开始时，他在德国，瑞士和瑞典都很活跃。史迈利的战时上司形容他具有“撒旦的狡猾和处女的良知”。在此期间，他遇到并招募了戴尔特·弗雷。弗雷后来成为东德情报官员，负责情报界的工作。这是勒卡雷的第一本小说《召唤死者》的主要情节。
1943年，他被召回英国在圆场总部工作。1945年，他求婚成功，娶了一位美丽，高贵，水性杨花的年轻秘书安·塞康姆（Ann Sercomb）。安很快显示出自己会习惯性地背叛，有着许多风流韵事。安有时会完全离开史迈利，尽管在分居最初的激情过后她总会回到他的身边。同年，史迈利离开了情报机构返回牛津。然而在1947年，随着冷战的开始史迈利被要求返回情报处，并于1951年初开始到反间谍处工作。在这个位置上他待了十年。在书中写道这与与现实生活中的古岑科事件有关，“渥太华一位年轻译电员使人们意识到需要史迈利的相关经验”。 1945年，渥太华苏联大使馆的译电员伊戈尔·古佐科（Igor Gouzenko）叛逃并透露了苏联在美国，英国和加拿大的间谍网络，震惊了西方国家的领导人。在此期间，史迈利在德里的监狱中首次遇到了他的苏联克星卡拉（Karla）。卡拉证明自己是无法被审讯击破的，越来越绝望的史迈利在审讯时甚至无意间透露了自己的弱点-对妻子安的感情。他送给卡拉自己的打火机（妻子送给他的礼物）后，卡拉保留了打火机，这是他战胜史迈利的象征。这件事在史迈利余下的生涯继续困扰着他。

## 小说

### 早期小说
史迈利首次出现在勒卡雷的处女作《召唤死者》。在介绍章节中记录了史迈利战时的英勇行为之后，叙述转到了1960年，早年的英雄史迈利从事着琐碎卑微的情报工作，是一个负责安全审查的公务员。一个男人在接受史迈利审查后表面上是因为被怀疑为共产主义者感到绝望而自杀。史迈利带着厌恶的心情从圆场辞职。结果这名男子的死亡实际上可能是谋杀案，这刺激了史迈利在他的学生彼得·吉勒姆（Peter Guillam）和警探奥利弗·孟德尔（Oliver Mendel）的帮助下进行独立调查。 史迈利的调查发现，这一“自杀”实际上是由他自己的一位前特工所操纵的东德在英国的间谍组织实施的谋杀案。史迈利在一次争执中不小心将这个自己的前特工杀死。史迈利拒绝了圆场为他提供的酬劳。他离开了英格兰，与安有了一次短暂的团圆。安早些时候离开他奔向一个赛车手的怀抱。史迈利在整个故事中花了大量的时间哀悼他战前的导师的逝去。这些有才华的特工们被平庸的官僚所取代，比如时任的情报机构负责人麦斯顿（Maston）。麦斯顿被（含蓄地）嘲讽成了筛子。
在勒卡雷的下一部小说《优质杀手》中，史迈利在西部乡村的一所大学里（可能是埃克塞特）过着研究德国文学的安逸生活。然后他被征召到一所虚构的公立学校调查谋杀案。
史迈利在勒卡雷的第三本小说《柏林谍影》中以次要但又举足轻重的角色再次出现。此时史迈利已重新回到圆场，成为老总（Control）的最高助手。老总是麦斯顿在圆场职务的神秘继任者。《召唤死者》事件之后，史迈利和吉勒姆成功地将东德间谍团伙的唯一幸存者蒙特变成了英国的双重特工，并将其遣送回东德。担心蒙特的掩护即将被揭穿，史迈利和老总操纵特工亚历克·利玛斯冒充叛逃者，把他送往德国，并要求他策划杀死蒙特。在路上，史迈利得知利玛斯向自己的女友暴露了身份。他的女友是一个十九岁的共产主义同情者，名叫丽兹·戈尔德（Liz Gold）。史迈利计划将她也纳入阴谋之中。尽管丽兹的懵懂无知最终确保了任务的成功，却也导致了她的死亡。这促使饱受悲痛的利玛斯绝望，并在史迈利试着救他时在柏林墙迎接子弹。
史迈利在勒卡雷的第四本小说《镜子战争》中扮演很小却至关重要的角色，领导着圆场的“北欧工作处”。在书中，他偶尔会作为与军事情报部门的联络人出现。这个部门试图在圆场不知情的情况下秘密进行危险和不必要的行动。史迈利在这本书里的出场值得注意，因为《镜子战争》是史迈利系列中唯一一本详细描述他与老总的个人关系的书。小说的高潮证明了史迈利的残酷一面，因为圆场派遣史迈利以结束军事情报部门的工作，并抛弃情报员来减轻他们造成的损失。
勒卡雷接下来的两部作品中都没有出现史迈利，其中只有一本是有关间谍的。

### 在卡拉三部曲之前
设定为1964年左右的《镜子战争》之后过了数年史迈利出现在时间设定为1973年的《锅匠裁缝士兵间谍》。在此期间，史迈利在圆场中的地位受到他同侪比尔·海顿（Bill Haydon），托比·埃斯特哈斯（Toby Esterhase）和罗伊·布兰德（Roy Bland）以及雄心勃勃的新人珀西·阿勒莱恩（Percy Alleline）的威胁。由于老总在阶级和种族上歧视珀西的苏格兰血统，珀西与老总结下了恩怨。这使得圆场内部形成派系，一边是老总，史迈利和吉勒姆，珀西·阿勒莱恩，海顿，埃斯特哈斯和布兰德站在另一边。1972年底捷克斯洛伐克逮捕特工吉姆·普里多（Jim Prideaux）后，老总从圆场被免职，史迈利也被迫退出。圆场由珀西·阿勒莱恩接管，海顿经营“伦敦站”。伦敦站负责监督所有的间谍网络。只有吉勒姆还是圆场里史迈利的唯一资源/盟友，虽然他被贬到一个不重要的位置上。

### 卡拉三部曲
《锅匠裁缝士兵间谍》的事件发生在1973年9月或10月，史迈利成功地揭露了海顿长久以来即是苏联特工，代号为“杰拉德”的鼹鼠。海顿直接向史迈利的克星，莫斯科中心的领导人卡拉汇报情报。事情败露之后，阿勒莱恩因未能甄别海顿并且在他的监管下发生这种国家安全的漏洞而被赶出圆场。史迈利被白厅（Whitehall）任命为新的圆场首脑，其任务是清理海顿（Haydon）的叛国行为留下的后患，并发动一次成功的间谍活动，以证明该机构存在的必要性。
《荣誉学生》被设定在1974年。史迈利组建了一支新团队，包括前同事康妮·萨克斯（Connie Sachs），中国专家耶稣会神父Doc di Salis， 吉勒姆和重新启用的埃斯特哈斯。在了解到卡拉一直在向未知的中国情报来源提供大笔资金时，史迈利命令特工杰里·韦斯特比（Jerry Westerby）伪装成记者前往香港并找到了间谍。韦斯特比确定此人为一名黑社会著名成员的兄弟纳尔逊·柯（Nelson Ko），但他也爱上了该黑社会成员的情妇，并企图出卖圆场。意识到韦斯特比的背叛后，史迈利命令保镖法恩（Fawn）杀死了他。同时，中央情报局将纳尔逊·柯拘留，切断了圆场与他的联系。该事件促使史迈利从圆场被免职，而吉勒姆意识到史迈利可能默许了中央情报局成功地让自己丢掉职位。
《史迈利的人马》发生在1977年末。退休的史迈利开始对一桩死亡案件进行调查。死者是一位年迈的爱沙尼亚将军，民族主义活动家和前圆场情报员。一条蜿蜒曲折的小径带领史迈利发现卡拉有一个私生女。卡拉竭尽全力保护他的女儿，并且因为她严重的精神分裂症试图将她偷渡到法国去接受治疗。史迈利利用对卡拉女儿的了解要挟他叛逃，并于1977年12月在柏林墙与吉勒姆，埃斯特哈斯一起作为圆场特工代表团的一员迎接他。埃斯特哈斯将卡拉收押在英国，并祝贺史迈利取得了终身成就。尽管如此，史迈利为着实现这一目标的手段而感到自责。

### 史迈利的退休生涯
史迈利并未在1980年代的三部勒卡雷小说中出现。 1990年的《秘密朝圣者》是他倒数第二次出场。他正享受着幸福的退休生活，而且精神振奋。史迈利此时的状态好过小说的叙述者内德（Ned）以前认识的他。内德透露，史迈利在这本书发生之前曾暂时回到圆场担任“渔业权委员会”主席。该委员会旨在发掘英俄情报部门之间可能的合作领域。史迈利在这本书的结尾礼貌地请求他再也不会从退休中被召回，然后就启程去了大洋洲度假。
史迈利出现在勒卡雷2017年的小说《间谍的遗产》（A Legacy of Spies）中，该小说定于2010年之后。小说的结尾探讨了《柏林谍影》中讲述的事件的后续，史迈利和小说的主角彼得·吉勒姆见面。耄耋之年的史迈利现在住在德国弗莱堡的一间小公寓里，并在图书馆进行研究。小说描写了他的妻子安偶尔会来拜访他，并且老搭档吉姆·普里多（Jim Prideaux）和他还有联系。他在与吉勒姆交谈时说到，他的工作最终是为了欧洲的利益。

## 原型
勒卡雷在1995年谈到乔治·史迈利的角色是启发自他在牛津大学林肯学院任教的牧师维维安·格林（Rev. Vivian Green）。格林是一位知识渊博的著名历史学家。但是除了厚眼镜，宽大的衣服和格林消失在人群中的习惯之外，健谈的格林和寡言的史迈利之间有太多无法匹配的差异。因此，人们还在持续寻找史迈利其他可能的灵感来源。有人曾提到勒卡雷可能下意识地以特种部队和情报官大卫·德·克雷皮尼·史迈利上校为自己的英雄命名。更常见的传言说史迈利模仿了英国前情报部门首长莫里斯·奥尔德菲尔德爵士（Sir Maurice Oldfield），他们有非常相似的身材。勒卡雷否认了这个谣言，理由是奥尔德菲尔德和他不是同代人。尽管他和吉尼斯（Sir Alec Guinness）曾与奥尔菲尔德共进午餐来帮助吉尼斯研究角色，而吉尼斯则在他的表演中采用了一些奥尔德菲尔德的着装和举止。在午餐期间，奥尔菲尔德向吉尼斯否认他是史迈利的灵感来源，说他和史迈利一点也不像。 1986年，勒卡雷否认奥尔菲尔德是史迈利的原型。他说：“直到乔治·史迈利的名字和形象付梓出版很久之后，我才听说了莫里斯爵士。” 
奥尔德菲尔德本人认为尽管格林给勒卡雷有所启发，史迈利的角色主要是根据第七任克兰莫里斯男爵约翰·宾汉姆（John Bingham）的名字改编的。在勒卡雷转到MI6之前，约翰·宾汉姆是勒卡雷在MI5时的老板。 在1999年，勒卡雷确认宾汉姆也是史迈利的灵感来源。接着在2000年，勒卡雷在宾汉姆的一本小说的再版介绍中写道：“他（宾汉姆）曾是进入史迈利的形象的两人之一。任何了解约翰和他的工作的人都不会忽略我第一本小说中对史迈利的描述。 

勒卡雷在1992年3月的介绍性文章中写道：
“当我开始创作我的主角乔治·史迈利时，我很自然地想到应该给他一些维维安·格林不太可能有的夹杂在学术研究里的智慧，以及宾汉姆狡黠的机智和简单的爱国主义。所有的虚构人物都是各个元素的混合，他们源于生活中的明显的对应人物却又更深于他们。最终就像我的文档里可怜的嫌疑人一样，他们在作者的想象中被改编和重新塑造，直到他们可能更接近于作者自己的天性而不是别人的天性。只是现在宾汉姆死了……我应该承认我欠他的债：不仅是他作为乔治·史迈利的一部分，而且是他首先为我的写作事业带来灵感火花。”

## 小说
- 召唤死者（1961）
- 优质杀手（1962）
- 柏林谍影（1963）
- 镜子战争（1965）
- 锅匠，裁缝，士兵，间谍（1974）
- 荣誉学生（1977）
- 史迈利的人马（1979）
- 神秘朝圣者（1990）
- 间谍身后（2017）

## 其他媒体

### 电影
- Rupert Davies在1965年的电影改编版《柏林谍影》中扮演了史迈利作为一个次要却举足轻重的角色。 [27]
- 詹姆斯·梅森（James Mason）在《致命事件》（Deadly Affair ）中扮演史迈利（改名查尔斯·多布斯），该片改编自1966年的电影《召唤死者》 。
- 史迈利这一角色是在1970年的电影《镜子战争》中被去除。
- 加里•奥尔德曼（Gary Oldman）在2011年改编电影《锅匠裁缝士兵间谍》中扮演史迈利。他的角色被提名为奥斯卡最佳男主角奖。[28]

### 电视
- 亚历克·吉尼斯（Alec Guinness）在两个非常成功的英国广播公司电视连续剧中饰演史迈利：《锅匠裁缝士兵间谍》（1981）和《史迈利的人马》 （1982））。由于在印度支那的拍摄费用问题，中间的故事《荣誉学生》没有被拍摄。《锅匠裁缝士兵间谍》的远东场景出于同样的原因被改编到葡萄牙。
- Denholm Elliott在1991年版的《优质杀手》中饰演史迈利。

### 广播剧
- 乔治·科尔（George Cole）在英国广播公司（BBC）的广播剧版本中扮演史迈利（Call for the Dead, 1978）和《优质杀手》 （Murder of Quality, 1981）。 [29]
- 彼得·沃恩（Peter Vaughan）在1983年的《荣誉学生》的广播剧版本中饰演了史迈利。 [30]
- 伯纳德·赫普顿（Bernard Hepton）在BBC电视连续剧中扮演托比·埃斯特哈斯（Toby Esterhase）的角色，在《锅匠裁缝士兵间谍》 （Tinker Tailor Soldier Spy, 1988）和《史迈利的人马》 （Smiley's People, 1990）的英国广播公司广播系列中扮演了史迈利，查尔斯·凯（Charles Kay）扮演埃斯特哈斯。
- 西蒙·罗素·比尔（Simon Russell Beale）在一系列广播剧中扮演史迈利。这一系列对当时所有已出版的小说演绎，于2009年5月23日在BBC第四电台以《亡者的呼唤》为开始。 [31]

### 漫画
- 作为间谍剧《囚徒》 （The Prisoner）的续集，在1988年创作的漫画《破碎的面貌》 （Shattered Visage）中提到史迈利在审问中辅导了一个角色。
- 史迈利作为哈伦·莱姆（Harry Lime）的助手出现在阿兰·摩尔（Alan Moore）2007年的漫画小说《非凡绅士联盟：黑色档案》（The League of Extraordinary Gentlemen: Black Dossier）中。

## 戏仿作品
在受欢迎的电视喜剧“两个兔子”中，罗尼·巴克（Ronnie Barker）在一个短剧Tiny Tailor Tailor Smiley Doyle中按照亚历克·吉尼斯的版本饰演史迈利 。 这是由《锅匠裁缝士兵间谍》和The Professionals电视连续剧联合发行的。 罗尼·科贝特（Ronnie Corbett）扮演了了Martin Shaw的Doyle（The Professionals中的角色）的搞笑版本。巴克的史迈利为科贝特的道尔出谋划策。他被表现为痴迷于饮茶的人。该短剧的客串是来自Dad's Army的弗兰克·威廉姆斯（Frank Williams）。在秘书的计算机屏幕上可以看到史迈利的敌人卡拉的名字。哈里·恩菲尔德（Harry Enfield）和保罗·怀特豪斯（Paul Whitehouse）在2012年制作了一个短剧，描绘了两个乔治·史迈利：是指在影视版《锅匠裁缝士兵间谍》中对史迈利有许多不同的描述

## 书籍和文章
- Polmar, Norman; Allen, Thomas. . New York: Random House. 1998. ISBN 0-375-70249-0.